# Parafia greckokatolicka św. Michała Archanioła w Głogowie
Parafia św. Michała Archanioła w Głogowie – parafia greckokatolicka w Głogowie. Parafia należy do eparchii wrocławsko-koszalińskiej i znajduje się na terenie dekanatu zielonogórskiego.

## Historia
W 1947 roku grekokatolicy z południowo-wschodniej Polski zostali w tzw. Akcji „Wisła” przymusowo wysiedleni na ziemie zachodnie i północne. W 1982 roku w Głogowie powstała parafia greckokatolicka pw. św. Michała Archanioła, księgi metrykalne są prowadzone od 1982 roku.
Proboszczowie parafii
1982–1983. ks. Jan Martyniak.
1983–1984. ks. Piotr Kryk.
1984–1986. ks. Andrzej Rożak.
1986–1989. ks. Julian Hojniak.
1989– nadal ks. Bogdan Miszczyszyn.
Wikariusze parafii
1984–1986. ks. Julian Hojniak.
Powołania z terenu parafii
- o. Tymoteusz Fesz OSBM.

## Świątynia parafialna
Cerkiew greckokatolicka znajduje się w Głogowie przy ulicy Staromiejskiej.